# Saint-Augustin (Corrèze)
Saint-Augustin (Sent Augustin auf Okzitanisch) ist eine französische Gemeinde mit 417 Einwohnern (Stand 1. Januar 2022) im Département Corrèze in der Region Nouvelle-Aquitaine. Die Einwohner nennen sich Saint-Augustinois(es).

## Geografie
Die Gemeinde liegt im Zentralmassiv im südlichen Teil des Plateau de Millevaches und somit auch im Regionalen Naturpark Millevaches en Limousin. Das Gemeindegebiet wird vom Fluss Vimbelle und ihrem Zufluss Douyge durchquert. Die Vézère verläuft nördlich und die Corrèze südlich des Gemeindegebietes.
Tulle, die Präfektur des Départements, befindet sich etwa 20 Kilometer südwestlich und Égletons etwa 20 Kilometer östlich. Die Abfahrt 21 der Autoroute A89 ist etwa 15 Kilometer in südlicher Richtung entfernt.
Nachbargemeinden von Saint-Augustin sind Veix im Norden, Chaumeil im Osten, Meyrignac-l’Église im Südosten, Orliac-de-Bar im Südwesten, Beaumont im Westen sowie Madranges im Nordwesten.
Die Quelle der Madrange, ein linker Nebenfluss der Vézère, befindet sich beim Col du Bos, nahe der Gemeindegrenze zwischen Saint-Augustin und Veix.

## Geschichte
Die Anfänge der Gemeinde liegen im 9. und 10. Jahrhundert. Ab 950 sind erste kirchliche Gebäude bekannt, doch der Ort von heute existierte damals noch nicht. Dieser Ort mit einer kleinen Holzkirche wurde zuerst von der Pest und später im 12. Jahrhundert von der Lepra heimgesucht, entvölkert und zerstört. Letztere wurde schließlich mittels einer Leprakolonie in Tourondel im Osten des Ortes bekämpft. Die Überlebenden siedelten sich dann in der Nähe bei einem Augustinerkloster an. Aus einfachen Holzhütten um 1300 entwickelte sich der Ort bis zum 16. Jahrhundert, in dem die Kirche errichtet wurde. Während der Hugenottenkriege war das Gebiet Schauplatz einiger Auseinandersetzungen zwischen Katholiken und Protestanten. Die Protagonisten waren hier auf katholischer Seite der Baron de Treignac, Louis de Pompadour, und auf protestantischer Seite der Vicomte de Ventadour. Die Kämpfe eskalierten schließlich dahingehend, dass Louis de Pompadour die Monédièren anzünden ließ, um die Kämpder und marodierenden Banden aus dem Gebirge zu vertreiben. Das Ergebnis war erschreckend, Wald und Ackergebiete sowie kleinere Orte waren in über 80 Kilometer in der Runde verbrannt, der Ort Saint-Jacques des Monédières komplett von der Landkarte verschwunden. Zwar waren die Protestanten damit besiegt, doch die ökonomischen Folgen waren immens und wirken sich noch heute aus.

## Einwohnerentwicklung
| Jahr      | 1962 | 1968 | 1975 | 1982 | 1990 | 1999 | 2008 | 2018 |
| Einwohner | 550  | 636  | 536  | 527  | 448  | 405  | 443  | 421  |

## Sehenswürdigkeiten

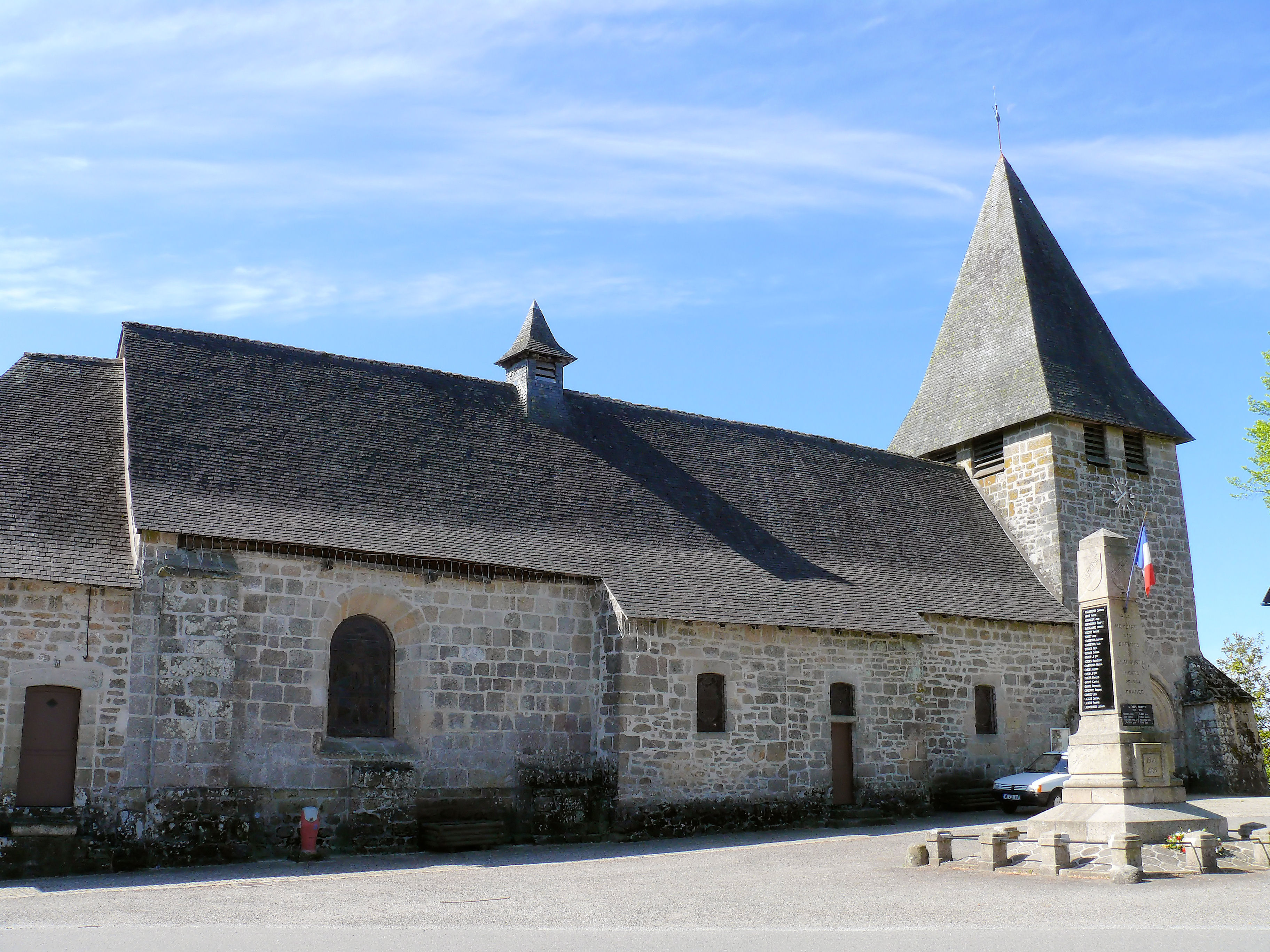
Kirche Saint-Augustin

- Die Kirche Saint-Augustin aus dem 16. Jahrhundert mit einem beachtenswerten Altarretabel und, selten für diese Region, eine Holzverkleidung, die verrippte Bögen nachahmt[5].
- Das Château de Beyssac, Schloss aus dem 15. Jahrhundert[6]
- Das Château du Tourondel, Schloss aus dem 15. Jahrhundert[7][8]
- Alte Stadthäuser aus dem 17. Jahrhundert[9]
- Der L'étang de Ganezande, ein Teich in den Monédièren